# Rhizoecus poltavae
Rhizoecus poltavae är en insektsart som beskrevs av Robert Malcolm Laing 1929. Rhizoecus poltavae ingår i släktet Rhizoecus och familjen ullsköldlöss. Inga underarter finns listade i Catalogue of Life.